# Johann Tobias Volkmar
Johann Tobias Volkmar (* 1718; † 1787) war ein deutscher evangelischer Pastor und Geograph.

## Leben
Nach seiner Tätigkeit als Pastor im niederschlesischen Petersdorf wurde er Prediger, Theologieprofessor und Assessor des Konsistoriums in Breslau. Neben seiner kirchlichen Tätigkeit zeichnete er sich durch geographische Forschungen aus. Bekannt wurde er als Verfasser einer der ersten wissenschaftlichen Reisebeschreibungen des Riesengebirges, die im Jahre 1777 gedruckt wurde.

## Werke
- Reisen nach dem Riesengebirge, Bunzlau 1777.
- Dem würdigen Andenken der Hochwohlgebohrnen Frauen Frauen Johanna Elisabeth geb. Burgin zuerst verwitweter von Liebenau zuletzt verwitweter Conradi, wiedmete diese am Tage ihrer öffentlichen Beerdigung den 20 Julius 1774 in der Hauptkirche zu St. Elisabeth gehaltne Leichenrede, Breslau 1774.
- Der flüchtige und wiederzurückgekehrte Mönch vom Berge Athos: aus den Berichten eines Heidenbekehrers an seinen Freund in Europa, Breslau 1764.